# Montañas Herzog
Las montañas Herzog son una cordillera que se encuentra en la Provincia de Morobe, en la isla de Nueva Guinea perteneciente a  Indonesia. Alcanza los 1389 m s. n. m., y descansa a unos 22 kilómetros al oeste de Lae. Se encuentra cerca de otras cordilleras como las montañas Garagos, el monte Shungol, la cima Dambi, las montañas Bubenjirin, el Monte Wiltshire y el Monte Shoppe.